# Wallenia purpurascens
Wallenia purpurascens är en viveväxtart som först beskrevs av Ignatz Urban, och fick sitt nu gällande namn av Carl Christian Mez. Wallenia purpurascens ingår i släktet Wallenia och familjen viveväxter. Inga underarter finns listade i Catalogue of Life.